# پترزبورگ، شهرستان ماسکاتین، آیووا
پترزبورگ (به انگلیسی: Petersburg) یک منطقهٔ مسکونی در ایالات متحده آمریکا است که در شهرستان ماسکاتین، آیووا واقع شده‌است. پترزبورگ ۲۳۵٫۰ متر بالاتر از سطح دریا واقع شده‌است.